# テスラノート
『テスラノート』（TESLA NOTE）は、原作を西田征史と久保忠佳、作画を三宮宏太が担当する日本の漫画。『週刊少年マガジン』（講談社）にて2021年6号より32号まで連載され、『マガジンポケット』（同）に移籍して2021年36・37合併号から2022年20号まで連載された。

## あらすじ
トーマス・エジソンも認めた天才発明家ニコラ・テスラは、その発明の全記録を「テスラの欠片」と呼ばれる水晶へと保管した。時は流れて現在。根来忍者の末裔で最高の謀報員として育てられた根来牡丹は、ノルウェーで不可解な事件が起きたことをきっかけに、日本安全振興株式会社の依頼で水晶を回収する任務「ミッションT」に召集される。日本安全振興のナンバーワンを自称するクルマとコンビを組んだ牡丹は、世界の破滅すら引き起こしかねない「テスラの欠片」を巡り、世界中のスパイたちとの争奪戦を繰り広げることとなる｡

## 登場人物
根来 牡丹（ねごろ ぼたん）
声 - 小原好美
本作の主人公である17歳の女子高校生。忍者の末裔。
技術と知識についてはいずれも一流の謀報員。悪事を放置できない性格でもあり、突っ走ることもある。その一方で性には免疫がなく、風呂上がりの美咲と翔太を襲撃した際、翔太のタオルが格闘の最中外れてしまった時は赤面して取り乱し、一時的に形勢が逆転してピンチに追い込まれたことがある。テスラの欠片を回収するうちに他界した母親のこと、行方不明の父親の真相にたどり着く。
クルマ
声 - 鈴木達央
日本安全振興株式会社における22歳の自称ナンバーワンの謀報員。本名は田中 車（たなか くるま）。
負けず嫌いかつ見栄っ張りな性格ではあるが、任務へは強い思いを持つ。後に牡丹とはコンビを組み反目することになる。石川県出身で、稀に方言が出ることがあり、それが原因で隆之助と揉め事に発展した過去がある。
高松 隆之助（たかまつ りゅうのすけ）
声 - 前野智昭、松嶌杏実（少年）
日本安全振興株式会社における22歳の謀報員。完璧主義的で綺麗好きでもある。
任務では情報収集および解析を担当しており、牡丹とクルマをバックアップしている。拠点本部では料理番を担うほどの料理上手である。幼少時に戦争で両親を失い、スパイ訓練を受け「小さな家」の一員となる。しかし計画失敗後、Mr.Dより単なる駒に過ぎなかったことを告げられ、チームの脱退を宣言。最期はオリバーと飛行船に仕掛けられた自爆装置によって命運を共にする。
氷見 恭平（ひみ きょうへい）
声 - 中井和哉
日本安全振興株式会社の諜報部チーフ。ケンカの絶えない牡丹とクルマに手を焼かされている。かつては天才的なエンジニアだった。
根来 甚吾（ねごろ じんご）
声 - 麦人
牡丹の祖父にして、日本安全振興株式会社の名誉会長。
鳥海 賢介（とりうみ けんすけ）
声 - 木内秀信
日本安全振興株式会社の諜報部部長。テスラの欠片をなかなか回収できない牡丹たちに対し嫌味や説教じみたことを言う反面、甚吾に対してはご機嫌を取ろうとする卑しい性格。しかし、隆之助の裏切りにあって以降は性格を改め、牡丹たちを全力でサポートすることを誓う。
ミッキー・ミラー
声 - 諏訪部順一
25歳のCIA局員。謀報技術はトップクラス。
奇妙な言動で周りを困惑させているところも見られる。また日本安全振興株式会社を「チームてんぷら」、牡丹のことを「忍者ガール」、恭平を「ぽっちゃりした人」など独特な言い回しをする。
オリバー・ソーントン
声 - 神谷浩史、木村真悠（少年）
同じく25歳のCIA局員。ミッキーとバディを組んでいる。
温和な性格であることから、何事にも取り乱すことがない。「小さな家」の一員だが、ミッキーとのタッグを組めることを楽しんでいる。計画失敗後は隆之助同様にチームの脱退を宣言。爆発した飛行船と海の底へ消えた。
リリー・スタイネム
声 - 伊藤静
ミッキーとオリバーの女上司。「小さな家」による襲撃事件の際はピノに感情をコントロールされ、部下であるミッキーたちに対して襲い掛かった。オリバーの裏切り発覚後は牡丹たちに協力、Mr.Dの居場所を突き止めた。
梅田 莉子（うめだ りこ）
声 - 高田憂希
牡丹が転校した私立鹿鳴女子学院のクラスメイトで、真っ先に牡丹に声をかけた。眼鏡におさげ姿の大人しい女の子だが、方言の博多弁をからかわれ美咲からいじめられている。後に牡丹たちの力で和解した。
大垣 美咲（おおがき みさき）
声 - 金子有希
牡丹のクラスメイト。友人たち2人（声 - 鶴野有紗・元吉有希子）と気弱な莉子を恐喝、金銭を巻き上げていた。牡丹や隆之助の調査で、未成年ながら喫煙や飲酒していたところを掴まれ「いじめをやめなければ写真をばら撒く」と牡丹から逆に脅される。その後、莉子に謝罪と返金を行い和解に至った。
楠木 翔太（くすのき しょうた）
声 - 深川和征
大学4年生。美咲とは交際関係にあり就職も決まっている。ホテルで美咲と性行為に及ぼうとしたところをクルマと牡丹に踏み込まれ殴りかかったが、「抵抗したら企業に写真をばら撒き、人生を終わらせてやる」と脅迫を受け、クルマたちに従った。
テオーネ
声 - 松山鷹志
マフィア「コラッドファミリー」のボス。同じくマフィアの「ブラックブロック」のボスであるハオラン（声 - 浦山迅）と手を組もうとしたが、ボゼのテスラの欠片による攻撃で命を狙われ、その際に巻き込まれたハオランは死亡する。
ボゼ
声 - 小野友樹
テオーネが信頼する「コラッドファミリー」のNo.2。ひょんなことからテスラの欠片を手にし、この世を力で支配することを思い付く。テオーネの生き方に魅せられ「コラッドファミリー」の一員となったが、「ブラックブロック」と手を組んだテオーネに失望。テスラの欠片を用いてテオーネを葬ろうとするが、クルマと牡丹に出し抜かれ逮捕される。その後、『これ以上失望させられるなら、死んだ方がマシ』とテオーネに言い残し、連行されて行った。
ピノ
声 - 石田彰、津久井彩文（少年）
謎の組織「小さな家」（オナカスィカ）の一員の美青年。ジョークとシカトされることを何よりも嫌っている。シカゴタワーで牡丹を暗殺しようとし、身代わりのクルマにケガを負わせた張本人。その後、変装して牡丹に近づくと感情を操り、テスラの欠片を奪い取る。欠片の力で牡丹たちを翻弄し逃亡を謀るが、最終的に乗っていたボートが岸壁に激突。ボートの炎上と命運を共にした。
エルモ
声 - 黒田崇矢、平山笑美（少年）
同じく「小さな家」の一員である。無口な大男。その一方で忠誠心は人一倍強い。「小さな家」はスペイン語で「UNA CASITA」と表し、日本語では「お腹空いた」と聞こえることから牡丹たちにいじられ、ミッキーたちにも笑われた時は怒りを露わにしていた。牡丹に匂い玉を投げつけられ、逃亡しようとしたところを嗅ぎ付けられる。ボートの衝突寸前にピノからテスラの欠片を託され、ヘリで脱出。ピノの最期を見届けた。以降、残りの欠片を奪おうとすると同時に、ピノを死に追い込んだ牡丹たちに復讐を果たすため幾度となく命を狙う。常にピノたちと撮った写真を懐に入れ持ち歩いている。「小さな家」の計画失敗の責任を取らされ、Mr.Dにより虎の「エジソン」と欠片の力で融合されてしまう。暴走しかけたところを、オリバーと龍之助の手により銃殺させられる。死ぬ間際、涙を浮かべながら早く逃げるように促していた。
根来 算子（ねごろ かずこ）
声 - 能登麻美子
牡丹の母。天才的な科学者だが病弱のため、牡丹を出産後に亡くなる。生前、テスラの欠片を発動させる理論を発見する。だが、その後、欠片の位置がわかるが、ロックも解除してしまうことがわかった。娘に危害が及ばないようにと、特殊な箱に研究データと付けていた日記を封印。甚吾も知らない屋敷の床下へ隠した。なお、夫の大和には牡丹を出産した日にデータを盗まれ逃げられてしまう。牡丹が産まれてくることを、心から楽しみにしていた。
セルゲイ
声 - 横島亘
エルブルス山を拠点に活動する山のガイド。愛犬のエゴールと共に、日夜山の安全を守っている。ある日、テスラの欠片によって力を手に入れたビッグフットに襲われる。エゴールの抵抗で自身は助かるも、エゴールはビッグフットと共に崖下に転落し行方不明になった。その後、ビッグフットによってエゴールが吸収されたことを知り、牡丹たちと助け出そうと模索する。かつては登山家として活動していた。エゴールの最期を見届けた後、埋葬する。
エゴール
声 - 江川央生
セントバーナードでセルゲイの飼い犬。主人への忠誠心が強く、ビッグフットによる襲撃の際はセルゲイを守るために噛みついて応戦。その際、自身は崖下に転落すると共に本体を吸収されてしまう。吸収されてからは意識を失うが、エルモによりセルゲイが命を狙われた時に本能を取り戻し、ビッグフットから飛び出してエルモに噛みつき攻撃を退ける。だが本体を取り込まれた時点で生命活動は停止しており、最後の力を振り絞ってセルゲイを守りぬくと命を落としてしまった。
Mr.D
声 - 古谷徹
本名は「ボルジギン・ハーン」で、「小さな家」のボス。スパイ訓練を受けたエルモ、オリバー、ピノ、隆之助を従わせ、テスラの欠片を集めさせる。算子がテスラの欠片についてまとめたフロッピーディスクを奪い取るため、大和を殺害した張本人。ちなみに名前のDは「Dangerous」のDから来ている。金に関して細かい。牡丹たちによって自分が支配者になる計画を阻止され、欠片を持って一人飛行機で逃走。その際、飛行船の自爆装置を作動させ皆殺しにしようとする。オリバーや隆之助を従えていたが、内心は「自分がいなければ何もできない役立たず」と見下していた。計画を考えたのも、「自分の支配下の下で皆平等な世界を」という考えからである。最後、牡丹と一騎打ちとなった時も、再び欠片を集めて計画の再実施を模索していた。だがその計画も、発動した欠片の力によって飛行機ごと転移し、転移先の飛行機の中で死亡したことであえなく消えた。
大東 大和（だいとう やまと）
声 - 小野大輔
牡丹の父。「小さな家」のスパイで、算子からテスラの欠片についての情報を入手すると行方をくらます。しかしその行為も算子と牡丹を守るためであり、情報と引き換えにチームから脱退する旨を申し出る。そして金輪際、自分たち家族に関わらないで欲しいと頼み込むが、大金をかけてスパイにさせたにもかかわらず裏切られたことに激怒したMr.Dにより射殺されてしまう。絶命する最後まで、牡丹のことを考えていた。

## 書誌情報
- 西田征史・久保忠佳（原作）、三宮宏太（漫画） 『テスラノート』 講談社〈講談社コミックス〉、全7巻
  1. 2021年4月16日発売[8]、ISBN 978-4-06-522983-5
  2. 2021年6月17日発売[9]、ISBN 978-4-06-523586-7
  3. 2021年9月16日発売[10]、ISBN 978-4-06-524840-9
  4. 2021年10月15日発売[11]、ISBN 978-4-06-525142-3
  5. 2022年1月17日発売[12]、ISBN 978-4-06-526287-0
  6. 2022年4月15日発売[13]、ISBN 978-4-06-527537-5
  7. 2022年6月17日発売[14]、ISBN 978-4-06-528181-9

## テレビアニメ
2021年10月から12月までTOKYO MXほかにて放送された。
2022年3月29日に、全13話を収録したBlu-ray BOX (BCXA-1700)が発売された

### スタッフ
- 原作 - 西田征史、久保忠佳、三宮宏太[5]
- 監督 - 福田道生[5]
- シリーズ構成 - 西田征史[5]
- キャラクター原案 - POKImari[5]
- メカ・プロップ設定 - 枝松聖
- 美術監督 - 中尾陽子[5]、河合良介
- 美術設定 - 宮浦麗子、妹脊百合子、塩川美里、内藤健
- 撮影監督 - 浜尾繁光[5]
- CGディレクター - 高井了治[5]
- 編集 - 及川雪江
- 音響監督 - 阿部信行[5]
- 音楽 - 和田薫[5]
- 音楽プロデューサー - 臼倉竜太郎
- プロデューサー - 松井千夏、内藤和也、鈴木寿広、日比政広、東真央、三浦史
- チーフ制作プロデューサー - pala-soul
- 制作プロデューサー - 吉岡有人
- 制作協力 - 株式会社ボカン、株式会社タイプゼロ、株式会社ライズモア[5]
- アニメーション制作 - ギャンビット[5]
- 製作 - バンダイナムコアーツ、ギャンビット、ジェイアール東日本企画、講談社、BS11、ムービック

### 主題歌
「PUPPET'S」
TOKYO MONSTERSによるオープニングテーマ。作詞はMANAとTOKYO MONSTERS、作曲・編曲はTOKYO MONSTERS。
「散文的LIFE」
ニノミヤユイによるエンディングテーマ。作詞はニノミヤユイ、作曲・編曲はケンカイヨシ。

### 各話リスト
| 話数   | サブタイトル                                         | 脚本              | 絵コンテ              | 演出     | 3Dアニメーション演出 | 初放送日       |
| ------ | ---------------------------------------------------- | ----------------- | --------------------- | -------- | -------------------- | -------------- |
| 第1話  | 「新米スパイ」についての考察                         | 西田征史          | 福田道生              | 福田道生 | 高井了治             | 2021年 10月3日 |
| 第2話  | 「争奪」についての考察                               | 西田征史          | 福田道生              | 福田道生 | 高井了治             | 10月10日       |
| 第3話  | 「ミッションIS」についての考察                       | 西田征史          | 福田道生              | 福田道生 | 高井了治             | 10月17日       |
| 第4話  | 「神の雷」についての考察                             | 西田征史 米山和仁 | 福田道生              | 福田道生 | 高井了治             | 10月24日       |
| 第5話  | 「信頼関係」についての考察                           | 西田征史 米山和仁 | 福田道生              | 福田道生 | 高井了治             | 10月31日       |
| 第6話  | 「三つ巴」についての考察                             | 西田征史 米山和仁 | 福田道生              | 福田道生 | 高井了治             | 11月7日        |
| 第7話  | 「空腹感、および、それに向き合う覚悟」についての考察 | 西田征史 米山和仁 | 福田道生              | 高井了治 | 高井了治             | 11月14日       |
| 第8話  | 「真実」についての考察                               | 西田征史 米山和仁 | 福田道生              | 高井了治 | 高井了治             | 11月21日       |
| 第9話  | 「犬派」についての考察                               | 西田征史 米山和仁 | 坂田純一 福田道生     | 高井了治 | 高井了治             | 11月28日       |
| 第10話 | 「容疑者」についての考察                             | 西田征史 米山和仁 | 福田道生              | 高井了治 | 高井了治             | 12月5日        |
| 第11話 | 「探索」についての考察                               | 西田征史 米山和仁 | 海野なまこ 福田道生   | 高井了治 | 高井了治             | 12月12日       |
| 第12話 | 「タイムリミット」についての考察                     | 西田征史 米山和仁 | おおぐろてん 福田道生 | 高井了治 | 高井了治             | 12月19日       |
| 第13話 | 「御意」についての考察                               | 西田征史 米山和仁 | おおぐろてん 福田道生 | 高井了治 | 高井了治             | 12月26日       |

### 放送局
| 放送期間                 | 放送時間                     | 放送局   | 対象地域 | 備考                                 |
| ------------------------ | ---------------------------- | -------- | -------- | ------------------------------------ |
| 2021年10月3日 - 12月26日 | 日曜 23:00 - 23:30           | TOKYO MX | 東京都   |                                      |
| 2021年10月6日 - 12月29日 | 水曜 0:30 - 1:00（火曜深夜） | BS11     | 日本全域 | 製作局 / BS放送 / 『ANIME+』枠       |
| 2021年10月7日 - 12月30日 | 木曜 21:30 - 22:00           | AT-X     | 日本全域 | CS放送 / 字幕放送 / リピート放送あり |

| 配信開始日     | 配信時間                     | 配信サイト |
| -------------- | ---------------------------- | --- |
| 2021年10月3日  | 日曜 23:30 更新              | Amazon Prime Video アニメ放題 ABEMAビデオ （ABEMAプレミアム会員限定） auスマートパスプレミアム J:COMオンデマンド TELASA dアニメストア バンダイチャンネル ひかりTV Hulu milplus U-NEXT GYAO!ストア TSUTAYA TV DMM.com ニコニコチャンネル HAPPY!動画 ビデオマーケット music.jp ムービーフルplus Rakuten TV |
| 2021年10月6日  | 水曜 1:00 - 1:30（火曜深夜） | ABEMA |
| 2021年10月7日  | 木曜 0:00（水曜深夜） 更新   | GYAO! |
| 2021年10月11日 | 月曜 23:00 - 23:30           | ニコニコ生放送 |